# Coll de la Font d'en Benet
El coll de la Font d'en Benet és una collada a la partió dels termes dels municipis d'Albinyana i Bonastre (Baix Penedès).
El coll de la Font d'en Benet està situat a l'ampla carena que uneix els cims de la Plana d'Escansa, 353 m (al nord) i la Plana del Xim, 278 (al sud), al massís de Bonastre, i al pas de la carretera-camí intermunicipal Abinyana-Bonastre que enllaça els dos pobles.